# Thoradonta dianguiensis
Thoradonta dianguiensis är en insektsart som beskrevs av Deng, W.-a., Z. Zheng och S.-z. Wei 2006. Thoradonta dianguiensis ingår i släktet Thoradonta och familjen torngräshoppor. Inga underarter finns listade i Catalogue of Life.